# Parastyrax lacei
Parastyrax lacei là một loài thực vật có hoa trong họ Bồ đề. Loài này được (W.W. Sm.) W.W. Sm. mô tả khoa học đầu tiên năm 1920.